# Midian

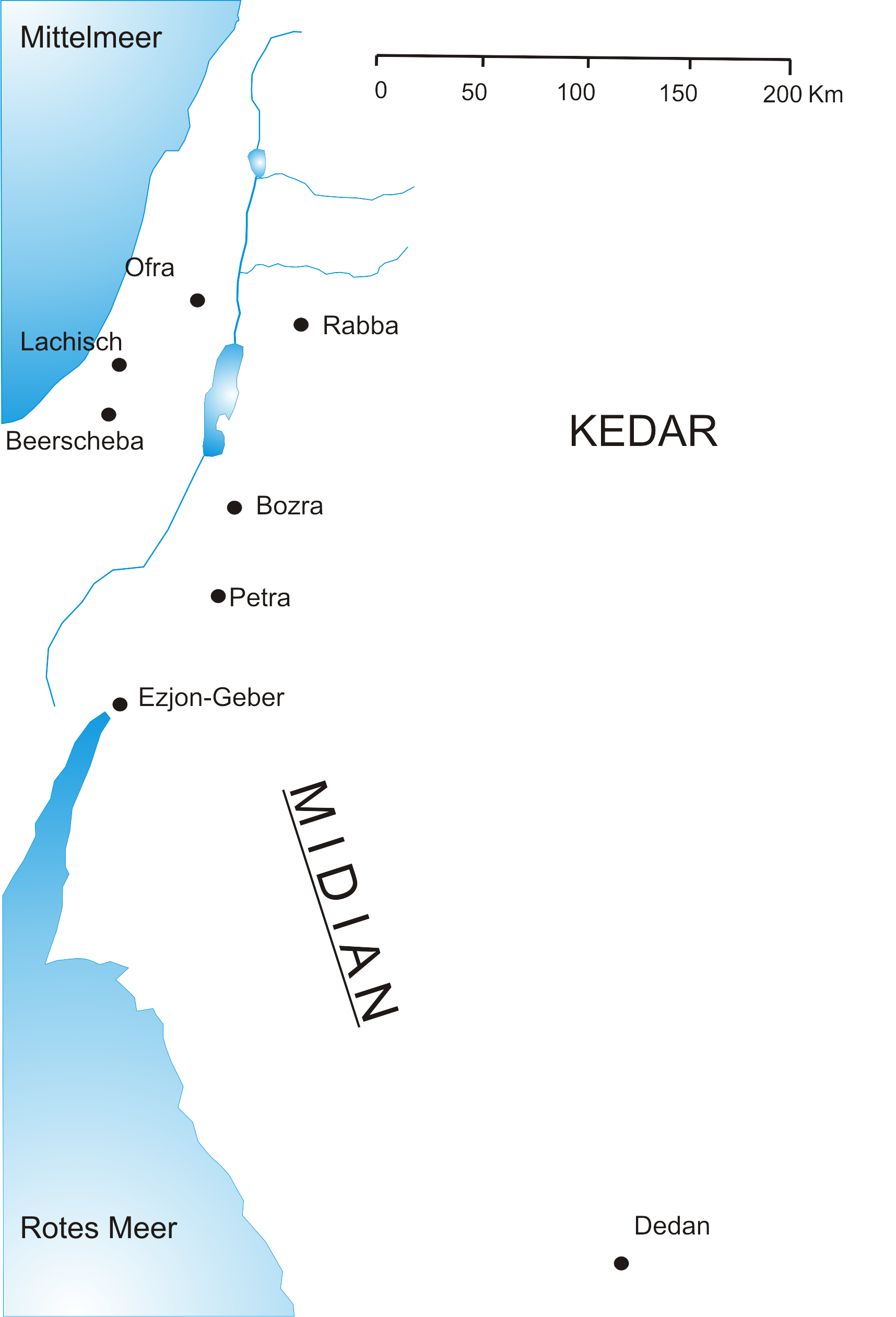

Midian sau Madian (în ebraică מִדְיָן Mīḏyān; în arabă: مَدْيَن - Madyan; greacă: Μαδιάμ, Madiam;) este o regiune geografică din sud-vestul Asiei menționată în Biblia ebraică (de unde și în Vechiul Testament creștin). Midianiții, ca și ismaeliții și amaleciții și așa numiții „fii ai Răsăritului” (Bnei Kedem) ar fi fost o parte din triburile de păstori de cămile care au trăit mai ales în nord-vestul Peninsulei deșertice a Arabiei, pe țărmul de est al Golfului Akaba din Marea Roșie în secolele al XIV-lea-al X-lea î.e.n.
În mod tradițional informațiile despre Midian și despre existența midianiților se bazau pe sursele biblice și clasice greco-latine, dar ulterior s-a găsit o referință la Midian pe o inscripție descoperită în 2010  în alfabet taymanit din Teima de dinainte de secolul al IX-lea î.e.n.
„Bnbr, fiul lui T'n, înțeleptul din Madyan”

## Numele
Denumirea Midian este poate înrudită cu cuvinte semitice însemnând ceartă (în ebraică - Madon) sau loc de judecată.
(vezi cuvinte ebraice ca din= judecată, dayan = judecător, medina - în prezent - stat, în arabă - oraș cu ziduri)

Cartea Pildelor lui Solomon vorbește de femeia certăreață, sau poate midianită. אשת מדינים 

## În surse biblice

### Midian și midianiții
După Cartea Genezei , midianiții erau urmașii lui Midian, al șaselea fiu al lui Avraam născut după moartea Sarei, al patrulea fiu de la a treia sa soție,Ketura:
„Avraam însă și-a mai luat o femeie cu numele Chetura (n.n Ketura).
Ea i-a născut pe Zimran, Iocșan, Madan, Madian, Ișbac și pe Șuah”
Fiii lui Midian se numeau Efa, Efer, Enoh (Hanokh), Abida (Avida) și Eldaa 
După cartea post-biblică ebraică Sefer Hayashar fiii fiilor lui Midian se numeau Evi ben Efa, Rekem ben Hanokh, Tzur ben Efer, Hur ben Avida și Reva ben Eldaa. 
După cum povestește narațiunea biblică, Avraam, care și-a lăsat averea  numai fiului său dintâi, Isaac, i-a trimis pe Ketura și pe fiii ei „spre răsărit, la pământul Răsăritului”.  
Din fiecare dintre fiii Keturei s-a ridicat câte un trib midianit condus de câte un rege.
În Biblie sunt menționați cinci regi midianiți - Evi, Rekem, Tzur, Hur și Reva, care au luat parte la Războaiele Midianului, în care israeliții i-au învins pe midianiți.
Josephus Flavius povestește mai târziu ca Avraham i-a trimis pe Midian, pe frații săi și pe fiii acestora «să întemeieze colonii, iar ei au ocupat Trogloditis (notă:ținut din nordul Etiopiei locuit de troglodiți) și acea parte din Arabia Fericită  care se întinde până la Marea Roșie», Midianiții au fost, după câte se pare, o uniune de triburi, ismaelită sau înrudită cu ismaeliții, al cărei centru s-a aflat mai ales in nordul Peninsulei Arabice și care au peregrinat între nordul Arabiei, regiunea Araba sau Aravá, în Moab  estul văii Iordanului  țara Edom și sud-estul Peninsulei Sinai
În zilele noastre teritoriile atribuite Midianului se află în nordul Hijazului din Arabia Saudită, în apropierea Transiordaniei și a Golfului Akaba din Marea Roșie, în sudul Israelului de astăzi, și în sudul Iordaniei.
În Hijaz este vorba de o regiune în nord, cuprinzând platoul înalt Al Hisma . Zona cuprindea cel puțin 14 așezări în timpul Epocii târzii a Bronzului și Epocii timpurii a Fierului.  
Numele Midian s-a păstrat în numele lanțului Munților Midian din estul Golfului Akaba

### În povestirea despre Iosif
Strănepotul lui Avraam, Iosif, a fost aruncat de frații săi într-o groapă și apoi, a fost vândut de ei unor midianiți sau ismaeliți, care, la rândul lor l-au vândut în Egipt.

### Moise și Midianul
Moise a petrecut 40 ani într-un exil voluntar în Midian după ce a omorât un egiptean. Ajungând in Midian, a văzut niște păstori care nu lăsau niște fete să ia apă dintr-un izvor. Moise i-a izgonit și le-a dat fetelor apă. Ele s-au dus la tatăl lor, preotul Ietro, cunoscut și ca Reuel (în Septuaginta și la Iosephus Flavius - Raguel), iar acesta le-a spus să-l invite pe Moise în casa lor. Moise s-a însurat cu fiica lui Ietro, Sefora (Tzipora) și s-a angajat că păstor al turmelor lui Ietro. Tzipora i-a născut lui Moise doi fii: Ghershom și Eliezer. Numele lui Ghershom (interpretat ca Gher-sham - Străin - acolo) voia să amintească faptul ca Moise era străin în acea țară. La un moment dat Dumnezeu a trimis un înger ca să-l omoare pe Moise, dar după ce Tzipora l-a circumcizat pe al doilea fiu, Eliezer, îngerul l-a lăsat pe Moise să trăiască. Cu fiica Tzipora și cu nepoții săi, Ietro s-alăturat lui Moise în drumul spre Țara Făgăduinței. El l-a sfătuit pe Moise să organizeze un sistem în care să delege altora misiunea de a judeca și a face dreptate. Moise l-a rugat pe Hobab (Hovav), fiul lui Reuel, să se alăture israeliților în drumul lor spre Țara Făgăduinței, ca să-i ajute cu cunoștințele despre locurile din vecinătate. Dar Hobab a preferat să se întoarcă în țara sa. Unii învățați au considerat că descrierea biblică a focului care nu se mistuie de pe Muntele Sinai s-ar fi referit la un vulcan în erupție din țara Midianului biblic, identificat în Hala-'l Badr din nord-vestul Arabiei.

### Midianiții în epoca Judecătorilor
După narativul biblic, în al 40-lea an de la ieșirea evreilor din Egipt, și la scurt timp înaintea intrării lor în Țara Canaanului, sfătuite fiind de Bileam ben Beor, fetele midianite i-au ispitit pe israeliți în păcate de idolatrie și incest și din acest motiv a izbucnit o epidemie în rândurile lor. După sfârșitul epidemiei, israeliții au pornit la război impotriva Midianului, au omorât pe bărbați, pe femei, pe băieți și majoritatea fetelor și au luat pradă mare.
În episodul Baal-Peor (în Cartea Numeri 31), în care femei moabite au sedus bărbați israeliți Zimri, fiul unui șef din tribul Simeon a avut un legătură romantică cu o femeie midianită numită Cozbi.Cuplul a fost sfârtecat de către Pinhas (Fineas). Ca urmare a izbucnit Războiul contra Midianului. Cartea Numeri 31 povestește cum toate femeile, în afara celor virgine, au fost măcelărite, iar orașele lor au fost arse din temelie.
Unii comentatori, ca de pildă Pulpit Commentary and Gill's Exposition of the Bible, crede că porunca lui Dumnezeu s-a referit la midianite si nu la moabite, și în mod asemănator, Moise în Cartea Deuteronomului, a recomandat israeliților să nu-i prigonească pe midianiți.
O tendință rasistă modernă din America denumită Preoțimea lui Pinhas (Phineas Priesthood) a interpretat această narațiune ca o prohibiție contra căsătoriilor mixte, deși midianiții erau înrudiți cu israeliții, ca urmași ai lui Avraam, iar Moise însuși s-a căsătorit cu o midianită. 
În epoca Judecătorilor, midianiții s-au aflat și în Canaan. Ei au devenit dușmănoși față de israeliți, oprimându-i vreme de șapte ani. Împreună cu regii lor, Zevah și Tzalmona, cu șefii oștilor lor, Orev și Zeev, s-au năpustit asupra fiilor lui Israel cu ajutorul cămilelor lor iuți de picioare pentru a-i jefui de recolte și de animale, și i-au lăsat în sărăcie. Până la urmă, israeliții conduși de Ghideon au învins oștile midianite.
Profetul Isaia amintește de cămilele din Midian si Eifa care vin și „îți acoperă țara" laolaltă cu aurul și cu tămâia din Saba. 
Acest pasaj este preluat de Evanghelia după Matei ca o prevestire a darurilor aduse lui Isus de Cei Trei Magi de la Răsărit.

#### Midianiți, ismaeliți, keniți, recabiți
Din povestea vînzării lui Iosif de către frații săi se înțelege că midianiții erau ismaeliți. Și Ghideon i-a numit odată „ismaeliți”  De asemenea numele Ietro sau Ieter se întâlnește în Biblie și la madianiți și la ismaeliți. (vezi Ietro-Ieter în Exodul 2:1 și  4:18, și Ieter, soțul ismaelit al lui Abigail, sora lui David, Cronici I, 2:17)
Keniții s-ar putea să fi fost unul din triburile midianite
În Biblia ebraică în cartea Judecători 1,16 socrul lui Moise nu e numit Ietro sau Ieter, ci „Chenitul, socrul lui Moise  - קיני חותן משה.
În Septuaginta e scris Hobab Cheneul, socrul lui Moise”.
Mai încolo, în povestirea despre Debora (Dvora) și Balak, în Septuaginta e scris: 
„Atunci Heber Cheneul s-a despărțit de Chenei, fiii lui Hobab, rudenia lui Moise, și și-a întins cortul său la dumbrava din Țaanaim, aproape de Chedeș”
În Biblia ebraică este vorba de Hever Kenitul și Kain, de fiii lui Hovav, socrul lui Moise.
Numele keniților amintește de cel al lui Cain (Kain) și al lui Tubal-Cain
Acesta din urmă este considerat de autorul biblic „făuritorul tuturor uneltelor de aramă și de fier” (לטש כל חרש נחשת וברזל Geneza 4-19-22) ceea ce îl apropie de meșteșugurile metalurgice ale midianiților - cele în producția și prelucrarea aramei.
Povestirea despre Cain este și cea unde apare prima dată numele divin YHW-H 
„După aceea a cunoscut Adam pe Eva, femeia sa, și ea, zămislind, a născut pe Cain și a zis: "Am dobândit om de la Dumnezeu (YHW-H)"”
Keniții, scrie în Cartea Judecători 1) au ajuns în Neghev Arad. 
Nu departe de acolo în anii 1980 arheologii au descoperit o așezare din epoca regalității numită în arabă Hirbet Uza. Cercetători israelieni însemnați ca Nadav Neeman și Shmuel Ahitov au susținut că această așezare, care se afla lângă pârâul Wadi al Keini, ar corespunde orașului antic Kina menționat în Cartea lui Iosua 15:22.Spre deosebire de așezările antice din aceeași epocă, descoperite de arheologi, la Hirbet Uza nu s-au găsit niciun obiect cu imagini antropomorfe, ceea ce corespunde  cu religia keniților și a midianiților. Și Ionadab ben Recab (Yonadav ben Rekhav) care s-a asociat, într-o alte epocă, la râvna noului rege Iehu pentru dumnezeul YHW-H împotriva cultului lui Baal, a lăsat urmașilor săi datinile de om al deșertului :
„Apoi am pus înaintea fiilor casei Recabiților cupe pline cu vin și pahare și le-am zis: "Beți vin!" Dar ei au zis: "Noi nu bem vin, pentru că Ionadab, fiul lui Recab, tatăl nostru, ne-a dat poruncă, zicând: Să nu beți vin nici voi, nici fiii voștri în veac!
Nici case să nu zidiți, nici semințe să nu semănați, nici vii să nu sădiți, nici să aveți, ci să trăiți în corturi în toate zilele vieții voastre, ca să trăiți vreme îndelungată pe pământul în care sunteți călători.
Și noi am ascultat glasul lui Ionadab, fiul lui Recab, tatăl nostru, întru toate câte ne-a poruncit el, ca să nu bem vin în toate zilele noastre nici noi, nici femeile noastre, nici fiii noștri, nici fiicele noastre,
Și să nu zidim case ca locuințe pentru noi și să nu avem nici vii; nici țarini, nici semănături,
Ci să trăim în corturi. întru toate ascultăm și facem toate câte ne-a poruncit Ionadab, strămoșul nostru”
  (Cartea lui Ieremia 35, 5-10)
Acele datini de nomazi ale recabiților prevestesc pe cele ale arabilor nabateeni.
Knohl invocă mărturia Cărții Cronici I 2:55 care îi arată pe recabiți ca fiind înrudiți cu keniții și deci cu midianiții. 
„ Aceștia sunt Chineenii, care se trag din Hamat, tatăl casei lui Recab”
De unde Knohl deduce ca Yonadav ben Rekhav de la curtea lui Iehu, era de origine kenită-midianită